# Ulrika Zettersten
Anna Ulrika Zettersten Marklund, född 29 januari 1970 i Ovanåkers församling i Gävleborgs län, är en svensk jazzsångare.
Ulrika Zettersten utbildade sig till sångpedagog på Stockholms Musikpedagogiska Institut. Hennes första album, Ulrika Z, gavs ut 2008.

## Diskografi
- 2008 - Ulrika Z